# Championnat d'Europe masculin de basket-ball des moins de 20 ans 2009
Navigation
Édition précédente Édition suivante
Le championnat d'Europe masculin de basket-ball des 20 ans et moins 2009 est la 12e édition du championnat d'Europe de basket-ball des 20 ans et moins. 16 équipes nationales participent à la compétition. La compétition a eu lieu dans la ville de Rhodes en Grèce du 16 au 26 juillet 2009.

## Équipes participantes
- Allemagne
- Belgique
- Croatie
- Espagne
- France
- Grèce
- Israël
- Italie
- Lettonie
- Lituanie
- Monténégro
- Russie
- Serbie
- Slovénie
- Turquie
- Ukraine

## Phase de groupes
Dans ce 1er tour, les 16 équipes sont réparties dans quatre groupes de quatre. Les trois premiers de chaque groupe accèdent au 2e tour. Le dernier de chaque groupe joue les matchs de classification.

### Premier Tour

#### Groupe A
| Rang | Équipe   | Pts | J | G | P | Pp  | Pc  | Diff |  | Résultats (dom.\ext.) |       |       |       |       |
| ---- | -------- | --- | - | - | - | --- | --- | ---- |  | --------------------- | ----- | ----- | ----- | ----- |
| 1    | Espagne  | 6   | 3 | 3 | 0 | 246 | 209 | 37   |  | Espagne               |       | 84-72 | 73-66 | 89-71 |
| 2    | Russie   | 5   | 3 | 2 | 1 | 206 | 201 | 5    |  | Russie                | 72-84 |       | 68-62 | 66-55 |
| 3    | Lettonie | 4   | 3 | 1 | 2 | 221 | 227 | -6   |  | Lettonie              | 66-73 | 62-68 |       | 93-86 |
| 4    | Slovénie | 3   | 3 | 0 | 3 | 212 | 248 | -36  |  | Slovénie              | 71-89 | 55-66 | 86-93 |       |

- Qualification pour le 2e tour
- Reversé dans le groupe G

#### Groupe B
| Rang | Équipe   | Pts | J | G | P | Pp  | Pc  | Diff |  | Résultats (dom.\ext.) |       |       |       |       |
| ---- | -------- | --- | - | - | - | --- | --- | ---- |  | --------------------- | ----- | ----- | ----- | ----- |
| 1    | France   | 6   | 3 | 3 | 0 | 233 | 198 | 35   |  | France                |       | 81-71 | 74-66 | 78-61 |
| 2    | Grèce    | 5   | 3 | 2 | 1 | 230 | 205 | 25   |  | Grèce                 | 71-81 |       | 79-66 | 80-58 |
| 3    | Italie   | 4   | 3 | 1 | 2 | 219 | 231 | -12  |  | Italie                | 66-74 | 66-79 |       | 87-78 |
| 4    | Belgique | 3   | 3 | 0 | 3 | 197 | 245 | -48  |  | Belgique              | 61-78 | 58-80 | 78-87 |       |

- Qualification pour le 2e tour
- Reversé dans le groupe G

#### Groupe C
| Rang | Équipe     | Pts | J | G | P | Pp  | Pc  | Diff |  | Résultats (dom.\ext.) |        |       |       |        |
| ---- | ---------- | --- | - | - | - | --- | --- | ---- |  | --------------------- | ------ | ----- | ----- | ------ |
| 1    | Lituanie   | 6   | 3 | 3 | 0 | 256 | 198 | 58   |  | Lituanie              |        | 73-71 | 65-59 | 118-68 |
| 2    | Monténégro | 5   | 3 | 2 | 1 | 198 | 181 | 17   |  | Monténégro            | 71-73  |       | 61-58 | 66-50  |
| 3    | Turquie    | 4   | 3 | 1 | 2 | 193 | 201 | -8   |  | Turquie               | 59-65  | 58-61 |       | 76-75  |
| 4    | Israël     | 3   | 3 | 0 | 3 | 193 | 260 | -67  |  | Israël                | 68-118 | 50-66 | 75-76 |        |

- Qualification pour le 2e tour
- Reversé dans le groupe G

#### Groupe D
| Rang | Équipe    | Pts | J | G | P | Pp  | Pc  | Diff |  | Résultats (dom.\ext.) |       |       |       |       |
| ---- | --------- | --- | - | - | - | --- | --- | ---- |  | --------------------- | ----- | ----- | ----- | ----- |
| 1    | Ukraine   | 5   | 3 | 2 | 1 | 218 | 216 | 2    |  | Ukraine               |       | 86-79 | 70-62 | 62-75 |
| 2    | Croatie   | 5   | 3 | 2 | 1 | 252 | 246 | 6    |  | Croatie               | 79-86 |       | 82-74 | 91-86 |
| 3    | Serbie    | 4   | 3 | 1 | 2 | 215 | 229 | -14  |  | Serbie                | 62-70 | 74-82 |       | 79-77 |
| 4    | Allemagne | 4   | 3 | 1 | 2 | 238 | 232 | 6    |  | Allemagne             | 75-62 | 86-91 | 77-79 |       |

- Qualification pour le 2e tour
- Reversé dans le groupe G

### Deuxième tour
Les 12 équipes qualifiées du tour préliminaire sont réparties en deux groupes de six. Les quatre meilleurs de chaque groupe se qualifient pour les quarts de finale. Les 3 premiers des groupes A et B se retrouvent dans le groupe E tandis que les 3 premiers des groupes C et D se retrouvent dans le groupe F. Les équipes issues du même groupe du tour préliminaire ne se rencontrent pas, elles rencontrent seulement les 3 équipes de l'autre groupe. Les deux derniers de chaque groupe vont se disputer les places de 9 à 12.
Les équipes gardent les résultats contre les équipes de son groupe du tour préliminaire qui sont qualifiées pour le tour de qualification.

#### Groupe E
| Rang | Équipe   | Pts | J | G | P | Pp  | Pc  | Diff |  | Résultats (dom.\ext.) |       |       |       |       |       |       |
| ---- | -------- | --- | - | - | - | --- | --- | ---- |  | --------------------- | ----- | ----- | ----- | ----- | ----- | ----- |
| 1    | Espagne  | 9   | 5 | 4 | 1 | 370 | 344 | 26   |  | Espagne               |       | 84-76 | 67-70 | 62-60 | 73-66 | 84-72 |
| 2    | France   | 9   | 5 | 4 | 1 | 396 | 363 | 33   |  | France                | 76-84 |       | 81-71 | 74-66 | 84-82 | 81-60 |
| 3    | Grèce    | 9   | 5 | 1 | 4 | 370 | 356 | 14   |  | Grèce                 | 70-67 | 71-81 |       | 79-66 | 77-71 | 73-71 |
| 4    | Italie   | 6   | 5 | 1 | 4 | 336 | 355 | -19  |  | Italie                | 60-62 | 66-74 | 66-79 |       | 77-81 | 67-59 |
| 5    | Lettonie | 6   | 5 | 1 | 4 | 362 | 379 | -17  |  | Lettonie              | 66-73 | 82-8  | 71-77 | 81-77 |       | 62-68 |
| 6    | Russie   | 6   | 5 | 1 | 4 | 330 | 367 | -37  |  | Russie                | 72-84 | 60-81 | 71-73 | 59-67 | 68-62 |       |

- Qualification pour la phase finale
- Reversé en matches de classement (9e-12e)

#### Groupe F
| Rang | Équipe     | Pts | J | G | P | Pp  | Pc  | Diff |  | Résultats (dom.\ext.) |       |       |       |       |       |       |
| ---- | ---------- | --- | - | - | - | --- | --- | ---- |  | --------------------- | ----- | ----- | ----- | ----- | ----- | ----- |
| 1    | Lituanie   | 9   | 5 | 4 | 1 | 381 | 340 | 41   |  | Lituanie              |       | 93-83 | 73-71 | 65-59 | 83-51 | 67-76 |
| 2    | Croatie    | 8   | 5 | 3 | 2 | 395 | 385 | 10   |  | Croatie               | 83-93 |       | 76-70 | 75-62 | 79-86 | 82-74 |
| 3    | Monténégro | 8   | 5 | 3 | 2 | 347 | 337 | 10   |  | Monténégro            | 71-73 | 70-76 |       | 61-58 | 72-60 | 73-70 |
| 4    | Turquie    | 7   | 5 | 2 | 3 | 335 | 297 | 38   |  | Turquie               | 59-65 | 62-75 | 58-61 |       | 93-44 | 63-52 |
| 5    | Ukraine    | 7   | 5 | 2 | 3 | 311 | 389 | -78  |  | Ukraine               | 51-83 | 86-79 | 60-72 | 44-93 |       | 70-62 |
| 6    | Serbie     | 6   | 5 | 1 | 4 | 334 | 355 | -21  |  | Serbie                | 76-67 | 74-82 | 70-73 | 52-63 | 62-70 |       |

- Qualification pour la phase finale
- Reversé en matches de classement (9e-12e)

### Tour de classement
Les 4 derniers des 4 groupes du tour préliminaire disputent ce tour de classement. Ils se disputent le classement de la 13e à la 16e place.

#### Groupe G
| Rang | Équipe    | Pts | J | G | P | Pp  | Pc  | Diff |  | Résultats (dom.\ext.) |       |       |       |       |
| ---- | --------- | --- | - | - | - | --- | --- | ---- |  | --------------------- | ----- | ----- | ----- | ----- |
| 1    | Serbie    | 6   | 3 | 3 | 0 | 250 | 207 | 43   |  | Serbie                |       | 86-77 | 85-63 | 79-67 |
| 2    | Allemagne | 5   | 3 | 2 | 1 | 237 | 211 | 26   |  | Allemagne             | 77-86 |       | 75-72 | 85-53 |
| 3    | Israël    | 4   | 3 | 1 | 2 | 227 | 231 | -4   |  | Israël                | 63-85 | 72-75 |       | 92-71 |
| 4    | Belgique  | 4   | 3 | 0 | 3 | 191 | 256 | -65  |  | Belgique              | 67-79 | 53-85 | 71-92 |       |

## Phases éliminatoires

### Phase finale
|  | Quarts de finale   | Quarts de finale   |                    |                    | Demi-finales           | Demi-finales           |    |  | Finale             | Finale             |
|  | Quarts de finale   | Quarts de finale   |                    |                    | Demi-finales           | Demi-finales           |    |  | Finale             | Finale             |
|  |                    |                    |                    |                    |                        |                        |    |  |                    |                    |
|  | 24 juillet, Rhodes | 24 juillet, Rhodes |                    |                    | 25 juillet, Rhodes     | 25 juillet, Rhodes     |    |  | 26 juillet, Rhodes | 26 juillet, Rhodes |
|  | 24 juillet, Rhodes | 24 juillet, Rhodes |                    |                    | 25 juillet, Rhodes     | 25 juillet, Rhodes     |    |  | 26 juillet, Rhodes | 26 juillet, Rhodes |
|  | Espagne            | 77                 |                    |                    | 25 juillet, Rhodes     | 25 juillet, Rhodes     |    |  | 26 juillet, Rhodes | 26 juillet, Rhodes |
|  | Espagne            | 77                 |                    |                    | 25 juillet, Rhodes     | 25 juillet, Rhodes     |    |  | 26 juillet, Rhodes | 26 juillet, Rhodes |
|  | Turquie            | 60                 |                    |                    | 25 juillet, Rhodes     | 25 juillet, Rhodes     |    |  | 26 juillet, Rhodes | 26 juillet, Rhodes |
|  | Turquie            | 60                 | Espagne            | 76                 |                        |                        |    |  | 26 juillet, Rhodes | 26 juillet, Rhodes |
|  | 24 juillet, Rhodes |                    | Espagne            | 76                 |                        |                        |    |  | 26 juillet, Rhodes | 26 juillet, Rhodes |
|  |                    | Grèce              | 87                 |                    |                        |                        |    |  | 26 juillet, Rhodes | 26 juillet, Rhodes |
|  | Croatie            | Grèce              | 87                 | 68                 |                        |                        |    |  | 26 juillet, Rhodes | 26 juillet, Rhodes |
|  | Croatie            |                    |                    | 68                 |                        |                        |    |  | 26 juillet, Rhodes | 26 juillet, Rhodes |
|  | Grèce              | 77                 |                    |                    |                        |                        |    |  | 26 juillet, Rhodes | 26 juillet, Rhodes |
|  | Grèce              | 77                 | Grèce              | 90                 |                        |                        |    |  |                    |                    |
|  | 24 juillet, Rhodes |                    | Grèce              | 90                 |                        |                        |    |  |                    |                    |
|  |                    | France             | 85                 |                    |                        |                        |    |  |                    |                    |
|  | Lituanie           | France             | 85                 | 68                 |                        |                        |    |  |                    |                    |
|  | Lituanie           | 25 juillet, Rhodes |                    | 68                 |                        |                        |    |  |                    |                    |
|  | Italie             | 69                 |                    |                    |                        |                        |    |  |                    |                    |
|  | Italie             | 69                 | Italie             | 68                 |                        |                        |    |  |                    |                    |
|  | 24 juillet, Rhodes | 24 juillet, Rhodes | Italie             | 68                 | Match pour la 3e place | Match pour la 3e place |    |  |                    |                    |
|  | 24 juillet, Rhodes | 24 juillet, Rhodes |                    | France             | Match pour la 3e place | Match pour la 3e place | 94 |  |                    |                    |
|  | France             | 68                 | 26 juillet, Rhodes | 26 juillet, Rhodes |                        |                        | 94 |  |                    |                    |
|  | France             | 68                 | 26 juillet, Rhodes | 26 juillet, Rhodes |                        |                        |    |  |                    |                    |
|  | Monténégro         | 47                 |                    | Espagne            | 75                     |                        |    |  |                    |                    |
|  | Monténégro         | 47                 |                    | Espagne            | 75                     |                        |    |  |                    |                    |
|  |                    |                    |                    |                    |                        |                        |    |  | Italie             | 72                 |
|  |                    |                    |                    |                    |                        |                        |    |  | Italie             | 72                 |

### Matches de classement (5 à 8)
|  | Demi-finales       | Demi-finales       |          |    | 5e place           | 5e place           |
|  | Demi-finales       | Demi-finales       |          |    | 5e place           | 5e place           |
|  |                    |                    |          |    |                    |                    |
|  | 25 juillet, Rhodes | 25 juillet, Rhodes |          |    | 26 juillet, Rhodes | 26 juillet, Rhodes |
|  | 25 juillet, Rhodes | 25 juillet, Rhodes |          |    | 26 juillet, Rhodes | 26 juillet, Rhodes |
|  | Turquie            | 78                 |          |    | 26 juillet, Rhodes | 26 juillet, Rhodes |
|  | Turquie            | 78                 |          |    | 26 juillet, Rhodes | 26 juillet, Rhodes |
|  | Croatie            | 69                 |          |    | 26 juillet, Rhodes | 26 juillet, Rhodes |
|  | Croatie            | 69                 | Turquie  | 72 |                    |                    |
|  | 25 juillet, Rhodes |                    | Turquie  | 72 |                    |                    |
|  |                    | Lituanie           | 77       |    |                    |                    |
|  | Lituanie           | Lituanie           | 77       | 80 |                    |                    |
|  | Lituanie           |                    |          | 80 |                    |                    |
|  | Monténégro         | 72                 |          |    |                    |                    |
|  | Monténégro         | 72                 | 7e place |    |                    |                    |
|  |                    |                    |          |    |                    |                    |
|  | 26 juillet, Rhodes |                    |          |    |                    |                    |
|  |                    |                    |          |    |                    |                    |
|  | Croatie            | 76                 |          |    |                    |                    |
|  | Croatie            | 76                 |          |    |                    |                    |
|  | Monténégro         | 77                 |          |    |                    |                    |
|  | Monténégro         | 77                 |          |    |                    |                    |

### Matches de classement (9 à 12)
|  | Demi-finales        | Demi-finales        |           |    | 9e place            | 9e place            |
|  | Demi-finales        | Demi-finales        |           |    | 9e place            | 9e place            |
|  |                     |                     |           |    |                     |                     |
|  | 24 juillet, Ialysos | 24 juillet, Ialysos |           |    | 26 juillet, Ialysos | 26 juillet, Ialysos |
|  | 24 juillet, Ialysos | 24 juillet, Ialysos |           |    | 26 juillet, Ialysos | 26 juillet, Ialysos |
|  | Lettonie            | 74                  |           |    | 26 juillet, Ialysos | 26 juillet, Ialysos |
|  | Lettonie            | 74                  |           |    | 26 juillet, Ialysos | 26 juillet, Ialysos |
|  | Serbie              | 67                  |           |    | 26 juillet, Ialysos | 26 juillet, Ialysos |
|  | Serbie              | 67                  | Lettonie  | 66 |                     |                     |
|  | 24 juillet, Ialysos |                     | Lettonie  | 66 |                     |                     |
|  |                     | Russie              | 89        |    |                     |                     |
|  | Ukraine             | Russie              | 89        | 54 |                     |                     |
|  | Ukraine             |                     |           | 54 |                     |                     |
|  | Russie              | 65                  |           |    |                     |                     |
|  | Russie              | 65                  | 11e place |    |                     |                     |
|  |                     |                     |           |    |                     |                     |
|  | 26 juillet, Ialysos |                     |           |    |                     |                     |
|  |                     |                     |           |    |                     |                     |
|  | Serbie              | 83                  |           |    |                     |                     |
|  | Serbie              | 83                  |           |    |                     |                     |
|  | Ukraine             | 56                  |           |    |                     |                     |
|  | Ukraine             | 56                  |           |    |                     |                     |

## Classement final
| Place              | Équipes    |
| ------------------ | ---------- |
| Médaille d'or      | Grèce      |
| Médaille d'argent  | France     |
| Médaille de bronze | Espagne    |
| 4                  | Italie     |
| 5                  | Lituanie   |
| 6                  | Turquie    |
| 7                  | Monténégro |
| 8                  | Croatie    |
| 9                  | Russie     |
| 10                 | Lettonie   |
| 11                 | Serbie     |
| 12                 | Ukraine    |
| 13                 | Slovénie   |
| 14                 | Allemagne  |
| 15                 | Israël     |
| 16                 | Belgique   |

## Leaders statistiques

### Points
| Place | Nom              | Équipe     | PPG  |
| ----- | ---------------- | ---------- | ---- |
| 1     | Robin Benzing    | Allemagne  | 22,2 |
| 2     | Sead Šehović     | Monténégro | 17,6 |
| 3     | Bojan Bogdanovic | Croatie    | 17,3 |
| 4     | Dairis Bertāns   | Lettonie   | 16,3 |
| 5     | Edwin Jackson    | France     | 16   |

### Rebonds
| Place | Nom             | Équipe     | RBD  |
| ----- | --------------- | ---------- | ---- |
| 1     | Nikola Vucevic  | Monténégro | 10,8 |
| 2     | Vladimir Ivlev  | Russie     | 10,1 |
| 3     | Lauris Blaus    | Lettonie   | 9    |
| 4     | Fernando Raposo | France     | 8,3  |
| 5     | Pere Tomàs      | Espagne    | 8,3  |

### Passes décisives
| Place | Nom             | Équipe     | AST |
| ----- | --------------- | ---------- | --- |
| 1     | Dmitri Khvostov | Russie     | 6,1 |
| 2     | Antoine Diot    | France     | 5,2 |
| 3     | Jorn Steinbach  | Belgique   | 4,6 |
| 4     | Sead Šehović    | Monténégro | 4   |
| 5     | Kostas Sloukas  | Grèce      | 3,9 |

## Récompenses
- Vainqueur :  Grèce
- Meilleur joueur de la compétition :  Kostas Papanikolaou